# Hannah Montana, le film
 (mai 2018).
Si vous disposez d'ouvrages ou d'articles de référence ou si vous connaissez des sites web de qualité traitant du thème abordé ici, merci de compléter l'article en donnant les références utiles à sa vérifiabilité et en les liant à la section « Notes et références ».
Pour plus de détails, voir Fiche technique et Distribution.
Hannah Montana - le film (Hannah Montana: The Movie) est un film américain de Peter Chelsom sorti en 2009. Il s'agit de l'adaptation au cinéma de la série télévisée Hannah Montana.

## Synopsis
Hannah Montana et Miley Stewart ne font qu'une. La première est une star blonde de la musique pop, idole des jeunes. La seconde est une brunette anonyme, qui a les deux pieds sur terre. Enfin, plus tout à fait. Le succès de son alter ego lui est monté à la tête. C'est pourquoi le père de Miley « kidnappe » cette dernière pour la ramener passer deux semaines sur la ferme familiale du Tennessee, coupée du monde et du glamour.
Au bout de quelques jours de résistance, Miley se laisse gagner par la chaleur de sa grand-mère, les beaux yeux d'un garçon de ferme et le sort d'un pré avoisinant, menacé par la construction d'un centre commercial. Une kermesse est organisée pour financer la lutte des opposants au projet, et pour assurer son succès, on demande … à Hannah Montana de venir chanter.

## Fiche technique

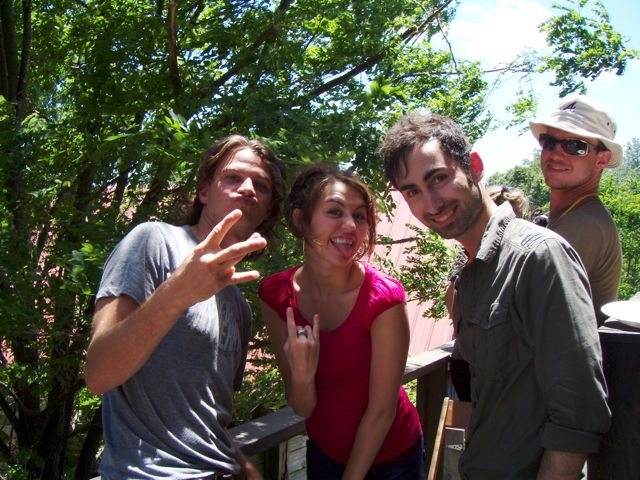
Miley Cyrus durant le tournage dHannah Montana, le film

- Titre original : Hannah Montana: The Movie
- Titre français : Hannah Montana, le film
- Réalisation : Peter Chelsom
- Scénario : Dan Berendsen
- Musique : John Debney
- Production : Billy Ray Cyrus
- Société de production : Walt Disney Pictures
- Budget : 35 000 000 $
- Pays d'origine : États-Unis
- Langue : Anglais
- Genres : Comédie dramatique, comédie romantique, film musical
- Durée : 102 min
- Dates de sortie :
  - États-Unis, Canada : 10 avril 2009
  - France :  17 juin 2009

## Distribution
- Miley Cyrus (VF : Camille Donda) : Miley Stewart / Hannah Montana
- Billy Ray Cyrus (VF : Marc Perez) : Robby Ray Stewart
- Jason Earles (VF : Alexis Tomassian) : Jackson Stewart
- Emily Osment (VF : Lucile Boulanger) : Lilly Truscott
- Mitchel Musso (VF : Kelyan Blanc) : Oliver Oken
- Moises Arias (VF : Pierre Casanova) : Rico
- Lucas Till (VF : Maël Davan-Soulas) : Travis Brody
- Vanessa L. Williams (VF : Isabelle Leprince) : Vita
- Margo Martindale (VF : Marion Game) : Ruby
- Peter Gunn (en) (VF : Philippe Peythieu) : Oswald Granger
- Melora Hardin (VF : Laurence Bréheret) : Lorelai
- Jared Carter : Derrick
- Barry Bostwick (VF : Bernard Tiphaine) : M. Bradley
- Beau Billingslea : le maire
- Katrina Hagger Smith : la femme du maire
- Emily Grace Reaves (VF : Lola Caruso) : Cindy-Lou
- Jane Carr : Lucinda
- Joshua Childs : le directeur du magasin
- Rachel Woods : Phoebe Granger
- Natalia Dyer : Clarissa Granger
- Jerry Foster : Elderly Gentleman
- Adam Gregory : Drew
- Emily Grace : la petite fille
- Taylor Swift : elle-même
- Anthony Moussu : lui-même
- Rascal Flatts : eux-mêmes
- Tyra Banks (VF : Géraldine Asselin) : elle-même
- Steve Rushton : lui-même
- Brooke Shields : la mère de Miley

## Sorties cinéma
Sauf mention contraire, les informations suivantes sont issues de l'Internet Movie Database.
- États-Unis et Canada : 10 avril 2009
- Italie, Mexique et Viêt Nam : 30 avril 2009
- Royaume-Uni, Finlande, Norvège et Suède : 1er mai 2009
- Danemark : 7 mai 2009
- Espagne : 8 mai 2009
- Turquie : 15 mai 2009
- Égypte : 27 mai 2009
- Allemagne : 1er juin 2009
- Brésil et Bulgarie : 12 juin 2009
- Grèce : 16 juin 2009
- France : 17 juin 2009
- Singapour : 18 juin 2009
- Chine : 20 juin 2009
- Australie : 25 juin 2009
- Nouvelle-Zélande : 2 juillet 2009
- Roumanie : 3 juillet 2009
- Belgique : 8 juillet 2009
- République tchèque et Pays-Bas : 9 juillet 2009
- Argentine : 16 juillet 2009
- Portugal : 30 juillet 2009
- Croatie : 30 juillet 2009

## Bande originale
Albums de Various artists
Hannah Montana: Hits Remixed
(2008)
La bande originale est sortie le 24 mars 2009 aux États-Unis chez Walt Disney Records.
| No  | Titre                                       | Artiste                        | Durée |
| --- | ------------------------------------------- | ------------------------------ | ----- |
| 1.  | You'll Always Find Your Way Back Home       | Hannah Montana                 |       |
| 2.  | Let's Get Crazy                             | Hannah Montana                 |       |
| 3.  | The Good Life                               | Hannah Montana                 |       |
| 4.  | Everything I Want                           | Steve Rushton                  |       |
| 5.  | Don't Walk Away                             | Miley Cyrus                    |       |
| 6.  | Hoedown Throwdown                           | Miley Cyrus                    |       |
| 7.  | Dream                                       | Miley Cyrus                    |       |
| 8.  | The Climb                                   | Miley Cyrus                    |       |
| 9.  | Butterfly Fly Away                          | Miley Cyrus et Billy Ray Cyrus |       |
| 10. | Backwards (Acoustic)                        | Rascal Flatts                  |       |
| 11. | Back to Tennessee                           | Billy Ray Cyrus                |       |
| 12. | Crazier                                     | Taylor Swift                   |       |
| 13. | Bless the Broken Road (Acoustic)            | Rascal Flatts                  |       |
| 14. | Let's Do This                               | Hannah Montana                 |       |
| 15. | Spotlight                                   | Hannah Montana                 |       |
| 16. | Game Over                                   | Steve Rushton                  |       |
| 17. | What's Not to Like                          | Hannah Montana                 |       |
| 18. | The Best of Both Worlds: The 2009 Movie Mix | Hannah Montana                 |       |

## Distinctions

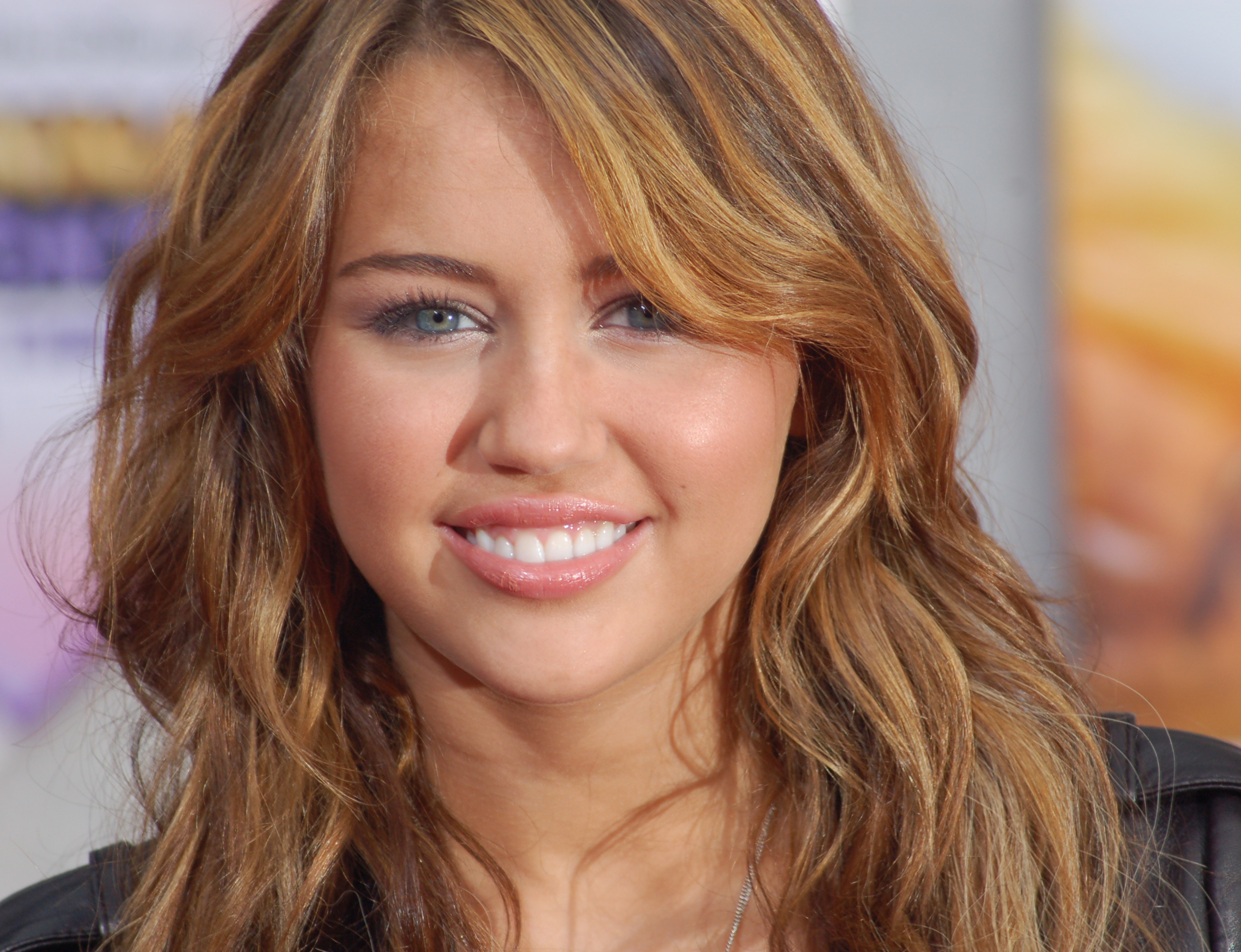
Miley Cyrus à la première dHannah Montana, le film

### Récompenses
- MTV Movie Award 2009 : Meilleure chanson de film (The Climb)
- Teen Choice Awards 2009 : 
  - Meilleure actrice dans un film musical (Miley Cyrus)
  - Meilleur rôle féminin dans un film jeunesse (Miley Cyrus)
- People's Choice Awards 2010 : Révélation féminine (Miley Cyrus)
- Kids' Choice Awards 2010 :  
  - Meilleure actrice de cinéma (Miley Cyrus)
  - Creative Arts Awards
- Golden Raspberry Awards 2010 :  Pire acteur dans un second rôle (Billy Ray Cyrus)

### Nominations
- MTV Movie Award 2009 : Révélation féminine (Miley Cyrus)
- Teen Choice Awards 2009 : 
  - Meilleur second rôle masculin (Jason Earles)
  - Meilleur duo (Miley Cyrus et Lucas Till)
  - Meilleur film jeunesse (Peter Chelsom)
  - Meilleure bande originale pour un film jeunesse (Alan Silvestri)
- American Music Awards 2009 : Meilleure bande originale pour un film jeunesse (Alan Silvestri)
- People's Choice Awards 2010 :  Meilleur film familial
- Golden Raspberry Awards 2010 :  Pire actrice (Miley Cyrus)

## Autour du film
- Le tournage du film a eu lieu en 2008 à Los Angeles (Californie) puis à Columbia (Tennessee) qui représente la ville fictive de Crowley Corners.
- Vita (Vanessa L. Williams), l'agent d'Hannah Montana dans le film, n'existe pas dans la série.
- Oliver (Mitchel Musso) et Rico (Moises Arias), qui font partie des personnages principaux dans la série, ne sont que des personnages secondaires dans le film, car Mitchel Musso commençait sa carrière de chanteur durant le tournage du film.
- Dans la saison 3 diffusée après le film, certaines anecdotes du film ne sont pas évoquées (ex. Miley qui rencontre Travis, Robby qui embrasse Lorelai...). Par contre, il est révélé que les habitants de Crowley Corners sont au courant du secret de Miley.
- Blue Jeans, le cheval de Miley dans le film, appartient à Miley Cyrus, mais son vrai nom est Roam. Dans les saisons 3 et 4, Blue Jeans est interprété par un autre cheval, Roam étant mort en 2009.
- La plupart des chansons chantées dans le film sont reprises dans la saison 3.